# Tom Finney
Sir Thomas Finney Kt, CBE (Preston, 5 de abril de 1922 – Preston, 14 de fevereiro de 2014) foi um futebolista inglês que atuou como ponta-esquerda. Considerado um dos maiores da história na sua posição, jogou praticamente toda a sua carreira no Preston North End, onde foi eleito duas vezes (em 1954 e 1957) o melhor futebolista inglês. Também disputou três Copas do Mundo pela Seleção Inglesa.

## Carreira

### Clubes
Nascido em Preston, iniciou sua carreira no clube local, o Preston North End.[carece de fontes?] Tendo nascido perto do estádio do clube, teve sua estreia oficial com apenas 24 anos, devido a Segunda Guerra Mundial (onde, como muitos futebolistas na época, lutou na guerra contra a Alemanha). Antes, havia disputado em dezembro de 1942 uma partida pelo Southampton contra o Arsenal, que terminou com uma derrota por 3–1.

### Seleção Nacional
Sua estreia acabaria ocorrendo em agosto de 1946 e, no mesmo ano, estrearia pela Seleção Inglesa, a qual defenderia durante doze anos, disputando 77 partidas e marcando 30 tentos, tendo sido o detentor, juntamente com Vivian Woodward e Nat Lofthouse, de maior artilheiro da história da Seleção, mas sendo superado alguns anos depois por Bobby Charlton. Também disputou três edições da Copa do Mundo FIFA: 1950 (nesta, estaria presente na histórica derrota para os Estados Unidos por 1–0), 1954 (marcaria uma vez na derrota para o Uruguai por 4–2) e 1958[carece de fontes?] (também marcaria uma vez, contra a União Soviética, tendo este lhe rendido o recorde de artilheiro da Seleção na época). Ainda em 1954, estaria presente na outra histórica derrota da Inglaterra, dessa vez num humilhante 7–1 para a lendária equipe da Hungria.

## Aposentadoria
Acabaria se aposentando aos 38 anos,[carece de fontes?] após defender o Preston North End em 473 oportunidades e, marcando 210 tentos, devido a uma persistente lesão na virilha. Seria fiel durante toda sua carreira ao Preston, tendo chegado a defender profissionalmente o Lisburn Distillery durante uma partida contra o Benfica pela Copa dos Campeões três anos após sua aposentadoria. Durante suas catorze temporadas no clube, acabaria não conquistando nenhum título, terminando apenas com vice-campeonatos, tanto na Copa da Inglaterra, onde perdeu para o West Bromwich Albion por 3–2, quanto no Campeonato Inglês. Ainda assim, conseguiu ser eleito o melhor jogador do campeonato em duas oportunidades: a primeira, quando foi finalista da Copa da Inglaterra, em 1954, e, a segunda três anos depois.[carece de fontes?]

## Morte
Morreu no dia 14 de fevereiro de 2014, na cidade de Preston. As causas de sua morte não foram divulgadas. A Associação de Futebol o chamou de "um dos maiores jogadores de todos os tempos da Inglaterra", enquanto o também ex-jogador da Seleção Inglesa Bobby Charlton disse que as contribuições de Finney para o futebol são "imensuráveis". O ex-companheiro de equipe e ex-técnico do Liverpool, Bill Shankly, o chamou de "o maior jogador de todos os tempos", enquanto Stanley Matthews o comparou a Diego Maradona, Pelé, George Best e Alfredo Di Stéfano.